# Serge Barrientos
Pour les articles homonymes, voir Barrientos.
Serge Barrientos, né le 11 avril 1949 à Bordeaux et décédé le 16 juillet 2009 à Ajaccio, était un footballeur français, évoluant au poste d'attaquant.

## Carrière
- 1971-1972 : Girondins de Bordeaux
- 1972-Jan. 1975 : Gazélec Ajaccio
- Jan. 1975-Juin 1975 : AC Ajaccio
- 1975-1976 : Gazélec Ajaccio
- 1976-1978 : AS Angoulême
- 1978-Sept. 1978 : Paris FC
- Sept. 1978-1979 : AS Cannes
- 1979-1980 : Stade quimpérois[2]